# دونالد غراي
دونالد غراي (بالإنجليزية: Donald Gray)‏ هو ممثل جنوب أفريقي، ولد في 3 مارس 1914 في المملكة المتحدة، وتوفي في 7 أبريل 1978 في جنوب أفريقيا.

## أعمال

### مسلسلات
- كابتن سكارليت و ذا ميسترونس

## وصلات خارجية
- دونالد غراي على موقع IMDb (الإنجليزية)
- دونالد غراي على موقع قاعدة بيانات الفيلم (الإنجليزية)